# Споменик „Прекинут лет“
Споменик стрељаним ђацима и професорима, званично Споменик „Прекинут лет“ налази се у Спомен комплексу Спомен-парк Крагујевачки октобар, подигнут на месту где је стрељана највећа група ученика и 15 професора.
Споменик је подигнут 1963. године, представља оригинално уметничко дело, вајара Миодрага Живковића. Маса исконски снажна и колосална као живот, посебно живот младих људи, прави силовит тектонски покрет у вис, ка небу, а онда се изненада раздваја и моћна громада преображава у нежну, рањену птицу сломљених крила, заустављену у лету. Симболизује полет и снагу младости, прекинуте у тренутку када се спремала да се отисне у широка пространства живота.
Споменик стрељаним ђацима и професорима „V/3“, је вишедеценијски симбол Крагујевца.